# Bătălia de la Andernach
Bătălia de la Andernach, desfășurată între partizanii și adversarii regelui Otto I "cel Mare" al Germaniei, a avut loc în 2 octombrie 939 la Andernach, localitate situată pe Rin și s-a încheiat cu înfrângerea decisivă a răsculaților și moartea unora dintre conducătorii acestora.
Ducele Eberhard de Franconia, membru al familiei Conradinilor, fusese un sprijinitor loial al regelui Henric I "Păsărarul" din familia Liudolfingilor (919-936). Totuși, după moartea lui Henric, el a intrat curând în conflict cu fiul și succesorul acestuia, Otto I. După ce Eberhard, alături de alți principi, a refuzat să presteze omagiu de vasalitate față de Otto în 937, adversarii acestuia s-au raliat lui Eberhard. În 938, el s-a răsculat alături de fratele vitreg al lui Otto, Thankmar și de ducele Eberhard de Bavaria. În scurtă vreme, Thankmar avea să fie asasinat de către susținătorii lui Otto în biserica din Eresburg, iar Eberhard de Bavaria va fi înlocuit în Ducatul de Bavaria cu unchiul său, Berthold I. După o scurtă reconciliere cu Otto, Eberhard s-a aliat în 939 cu ducele Gilbert de Lorena și cu fratele mai mic al lui Otto, Henric pentru reluarea rebeliunii.
Gilbert, duce de Lorena din 928, care de asemenea fusese loial lui Henric I "Păsărarul", căuta acum să se sutragă sferei de influența a cumnatului său, allindu-se cu noul rege al francilor apuseni Ludovic al IV-lea, alăturându-se revoltei conduse de Henric și de Eberhard de Franconia.
Regele Otto I a obținut mai întâi o victorie asupra rebelilor într-o bătălie desfășurată la Birten, în apropiere de Xanten. Cu toate acestea, el nu a reușit să îi captureze pe conspiratori. Între timp, Gilbert și Eberhard s-au îndreptat către sud și au devastat regiunile conților loiali lui Otto. Pentru aceasta, ei au primit sprijin de la Ludovic al IV-lea, de la cumnatul lui Otto Ugo cel Mare, conte de Paris și alți importanți conducători din Francia de vest. Atunci când Otto asedia Breisach, insurgenții au înaintat dinspre Metz către Rin, traversându-l prin Andernach.
După ce armata a jefuit în zona Niederlahngau, ea a început din nou să traverseze Rinul prin Andernach. Gilbert și Eberhard au fost surprinși de către doi conți susținători ai lui Otto, Konrad Kurzbold, conte de Niederlahngau, și vărul său Udo, conte de Wetterau și Rheingau. Deși Conradinii și verii lui Eberhard se aflau în tabăra lui Otto, ei i-au urmărit pe rebeli doar cu o parte din forțele lor și i-au atacat doar atunci când cea mai mare parte a armatei rebelilor reușise să treacă Rinul. Eberhard a fost ucis în luptă, iar Gilbert înecat în apa Rinului. În acest fel s-a încheiat rebeliunea împotriva regelui Otto I.